# 褒章
褒章（日语：／ Hōshou *）是日本政府用于表彰那些对日本社会及公共福利或文化事业做出贡献人士的荣誉之一。根据被表彰者贡献的不同，分别授予红绶褒章、绿绶褒章、黄绶褒章、紫绶褒章、蓝绶褒章和绀绶褒章六个等级。

在日本政府公布的官方文件中，勋章的标准英语写法是，褒章和记章（包括记年章和从军记章）的对应标准英语写法是。不过欧美国家对于日本的勋章、褒章和记章等则没有如此细致的区分，它们在翻译的时候会将、等单词混用。

## 历史沿革
- 1875年7月－太政官达（日语：太政官布告・太政官達）第121号宣布，日本政府将授予那些有才华的或拥有仁慈情怀的人以奖金。
- 1880年－赏勋局的成立就是为了建立褒章制度。
- 1881年12月7日－太政官布告第63号褒章条例制定。最初确立的只有红绶褒章、绿绶褒章和蓝绶褒章。
- 1882年1月1日－褒章条例正式实施。
- 1887年－敕令第16号颁布，黄绶褒章制度临时确立起来。
- 1918年9月19日－敕令第349号颁布，确立了绀绶褒章制度。
- 1921年4月26日－敕令第147号与敕令第148号确立了褒章的略绶。
- 1927年2月1日－敕令第6号规定获得褒章5次及以上者，饰版将改为金色。
- 1947年5月3日－政令第4号废除了1887年制定的敕令第16号，黄绶褒章被废止。
- 1955年1月22日－政令第7号修订了褒章制度，颁布了紫绶褒章和新版黄绶褒章的奖励方法。
- 1978年－自当年春季颁奖之后，黄绶褒章、紫绶褒章和蓝绶褒章将在每年4月29日和11月3日各颁发一次。
- 2002年8月12日－政令第278号修改了绿绶褒章的授予对象；同时规定褒章的制式由内阁府令（日语：内閣府令）另行规定。
- 2003年－新的褒章设计被确定。
- 2003年5月20日－日本内阁会议决定放宽褒章的获得条件，同时扩大授予的对象范围。

### 脚注
1. 1 2 3 4 5 6 7  英文译名源自日本內閣府官方网站勲章及び褒章の英訳名

### 文献
- 岩倉規夫; 藤樫準二. . 第一法規. 1965年1月.

- 総理府賞勲局. . 毎日新聞社. 1976年.

- 佐藤正紀. 内閣府賞勲局 , 编. . 時事画報社. 2007年12月. ISBN 978-4-915208-22-5.

- 小川賢治. . 晃洋書房. 2009年3月. ISBN 978-4-7710-2039-9.

- 君塚直隆. . NTT出版. 2004年. ISBN 4757140738.

- 週刊朝日. . 朝日新聞社. 1988年. ISBN 4022558687.